# 王苑力
王苑力（英語：Iris Wang，1994年9月2日—），美國華裔女子羽毛球運動員。其胞姊王敏力亦是國家隊代表，亦是她的雙打拍檔。亞凱迪亞高中畢業後，2012年進入加州大學洛杉磯分校就讀。

## 簡歷
王苑力兩姐妹自小便對羽毛球有濃厚興趣。2008年起便代表美國參加國際賽事，次年更開始搭檔雙打。
2011年，王苑力代表美國參加泛美運動會羽毛球比賽，夥拍王敏力贏得女子雙打銀牌。
2015年8月，王苑力參加印尼雅加達舉行的世界羽毛球錦標賽，出戰女子單打項目。她在首圈以2-0擊敗英格蘭選手方丹·米卡·查普曼晉級，但在第二圈就以0比2（13-21、11-21）不敵7號種子、中國的王適嫻出局。
2016年8月，王苑力參加在巴西里約熱內盧舉行的2016年夏季奧林匹克運動會羽毛球女子單打比賽。她在小組賽擊敗比利時的譚蓮妮與葡萄牙的特爾瑪·桑托斯，但以0-2輸給上屆冠軍中國的李雪芮，沒有進入淘汰賽。
2017年8月，王苑力參加蘇格蘭格拉斯哥舉行的世界羽毛球錦標賽，出戰女子單打項目，首圈就以0比2（13-21、18-21）不敵加拿大的雷切尔·洪德里克出局。

## 主要比賽成績
只列出曾進入準決賽的國際賽事成績：
| 年份   | 賽事                     | 公開賽級別 | 項目     | 拍檔      | 成績   |
| ------ | ------------------------ | ---------- | -------- | --------- | ------ |
| 2008年 | 美國羽毛球大獎賽         | 大獎賽     | 混合雙打 | Jack Dinh | 準決賽 |
| 2009年 | 泛美洲青年羽毛球錦標賽   | 其他       | 混合團體 | －        | 冠軍   |
| 2009年 | 泛美洲青年羽毛球錦標賽   | 其他       | 女子雙打 | 王敏力    | 冠軍   |
| 2009年 | 泛美洲羽毛球錦標賽       | 其他       | 女子雙打 | 王敏力    | 季軍   |
| 2010年 | 巴西羽毛球國際賽         | 國際挑戰賽 | 女子雙打 | 王敏力    | 亞軍   |
| 2010年 | 泛美洲羽毛球錦標賽       | 其他       | 混合團體 | －        | 亞軍   |
| 2010年 | 泛美洲羽毛球錦標賽       | 其他       | 女子雙打 | 王敏力    | 季軍   |
| 2011年 | 秘魯羽毛球國際賽         | 國際挑戰賽 | 女子雙打 | 王敏力    | 亞軍   |
| 2011年 | 俄羅斯羽毛球大獎賽       | 大獎賽     | 女子雙打 | 王敏力    | 準決賽 |
| 2011年 | 巴西羽毛球國際賽         | 國際挑戰賽 | 女子雙打 | 王敏力    | 準決賽 |
| 2011年 | 泛美運動會羽毛球比賽     | 其他       | 女子雙打 | 王敏力    | 銀牌   |
| 2011年 | 加拿大羽毛球國際挑戰賽   | 國際挑戰賽 | 女子雙打 | 王敏力    | 準決賽 |
| 2012年 | 波蘭羽毛球國際賽         | 國際挑戰賽 | 女子雙打 | 王敏力    | 準決賽 |
| 2012年 | 芬蘭羽毛球公開賽         | 國際挑戰賽 | 女子雙打 | 王敏力    | 準決賽 |
| 2012年 | 秘魯羽毛球國際賽         | 國際挑戰賽 | 女子雙打 | 王敏力    | 準決賽 |
| 2012年 | 泛美洲青年羽毛球錦標賽   | 其他       | 混合團體 | －        | 冠軍   |
| 2012年 | 泛美洲青年羽毛球錦標賽   | 其他       | 女子單打 | －        | 冠軍   |
| 2012年 | 泛美洲青年羽毛球錦標賽   | 其他       | 女子雙打 | 簡佳緯    | 亞軍   |
| 2012年 | 泛美洲青年羽毛球錦標賽   | 其他       | 混合雙打 | 周菲利浦  | 冠軍   |
| 2013年 | 泛美洲羽毛球錦標賽       | 其他       | 混合團體 | －        | 亞軍   |
| 2013年 | 聖多明哥羽毛球公開賽     | 國際系列賽 | 女子單打 | －        | 冠軍   |
| 2013年 | 美國羽毛球國際賽         | 國際挑戰賽 | 女子單打 | －        | 亞軍   |
| 2014年 | 南方共同市場羽毛球國際賽 | 國際系列賽 | 女子單打 | －        | 冠軍   |
| 2014年 | 阿根廷羽毛球國際賽       | 國際系列賽 | 女子單打 | －        | 冠軍   |
| 2014年 | 泛美洲羽毛球錦標賽       | 其他       | 混合團體 | －        | 亞軍   |
| 2014年 | 巴西羽毛球國際賽         | 國際挑戰賽 | 女子單打 | －        | 冠軍   |
| 2015年 | 西班牙羽毛球國際賽       | 國際挑戰賽 | 女子單打 | －        | 冠軍   |
| 2015年 | 泛美運動會羽毛球比賽     | 其他       | 女子單打 | －        | 銅牌   |
| 2015年 | 孟加拉羽毛球國際挑戰賽   | 國際挑戰賽 | 女子單打 | －        | 亞軍   |
| 2016年 | 泛美洲羽毛球團體錦標賽   | 其他       | 女子團體 | －        | 冠軍   |
| 2016年 | 巴西羽毛球國際賽         | 國際系列賽 | 女子單打 | －        | 準決賽 |
| 2016年 | 秘魯羽毛球國際賽         | 國際挑戰賽 | 女子單打 | －        | 亞軍   |
| 2016年 | 加拿大羽毛球大獎賽       | 大獎賽     | 女子單打 | －        | 準決賽 |
| 2018年 | 俄羅斯羽毛球公開賽       | 超級100賽  | 女子單打 | －        | 準決賽 |
| 2019年 | 俄羅斯羽毛球公開賽       | 超級100賽  | 女子單打 | －        | 準決賽 |
| 2019年 | 泛美運動會羽毛球比賽     | 其他       | 女子單打 | －        | 銅牌   |
| 2019年 | 馬爾代夫羽毛球國際挑戰賽 | 國際挑戰賽 | 女子單打 | －        | 冠軍   |
| 2019年 | 孟加拉羽毛球國際挑戰賽   | 國際挑戰賽 | 女子單打 | －        | 準決賽 |
| 2019年 | 美國羽毛球國際挑戰賽     | 國際挑戰賽 | 女子單打 | －        | 準決賽 |
| 2021年 | 泛美洲羽毛球錦標賽       | 其他       | 女子單打 | －        | 季軍   |
| 2021年 | 丹麥羽毛球大師賽         | 國際挑戰賽 | 女子單打 | －        | 準決賽 |
| 2022年 | 奧爾良羽毛球大師賽       | 超級100賽  | 女子單打 | －        | 亞軍   |
| 2022年 | 泛美洲羽毛球錦標賽       | 其他       | 女子單打 | －        | 季軍   |
| 2023年 | 泛美洲羽毛球錦標賽       | 其他       | 女子單打 | －        | 季軍   |

| 2007-2017年 | 首要超級賽 | 超級賽 | 黃金大獎賽 | 大獎賽 | 國際挑戰賽 | 國際系列賽 | 未來系列賽 | 其他 |

| 2018-2026年 | 總決賽 | 超級1000賽 | 超級750賽 | 超級500賽 | 超級300賽 | 超級100賽 | 國際挑戰賽 | 國際系列賽 | 未來系列賽 | 其他 |

### 奧運會和世錦賽參賽紀錄
|          | 搭檔   | 2010 | 2011 | 2012 | 2013 | 2014 | 2015 | 2015 | 2016       | 2017 | 2021 | 2022 | 2023 |
| -------- | ------ | ---- | ---- | ---- | ---- | ---- | ---- | ---- | ---------- | ---- | ---- | ---- | ---- |
| 女子單打 | －     | －   | －   | －   | －   | －   | －   | 32強 | 小組第二名 | 48強 | 32強 | 32強 | 32強 |
|          |        |      |      |      |      |      |      |      |            |      |      |      |      |
| 女子雙打 | 王敏力 | 32強 | 32強 | －   | －   | －   | －   | －   | －         | －   | －   | －   | －   |